# تاد لاکینبیل
تاد لاکینبیل (انگلیسی: Thad Luckinbill؛ زادهٔ ۲۴ آوریل ۱۹۷۵) یک هنرپیشه و تهیه‌کننده اهل ایالات متحده آمریکا است. وی از سال ۱۹۹۹ میلادی تاکنون مشغول فعالیت بوده‌است.
از فیلم‌ها یا برنامه‌های تلویزیونی که وی در آن نقش داشته است می‌توان به تازه ازدواج‌کرده و دور از خانه اشاره کرد.